# Alysidiopsis
Alysidiopsis är ett släkte av svampar. Alysidiopsis ingår i divisionen sporsäcksvampar och riket svampar.